# Heuristique
Heuristique född 3 december 2017, är en fransk varmblodig travhäst som tränas av Jean-Philippe Raffegeau och rids av Paul-Philippe Ploquin.
Hon började tävla i september 2020 och inledde med en femteplats och tog sin första seger i tredje starten. Hon har hittills sprungit in 361 200 euro på 69 starter, varav 14 segrar och 4 andraplatser samt 8 tredjeplatser. Den hittills största segern är tagen i Prix Jacques Andrieu (2025).
Hon har även segrat i Prix Vivier de Montfort (2025) och hon har även kommit på andraplats i Prix de Pornichet (2025) och kommit på tredjeplats i Prix de Mende (2023).

## Statistik
| Statistik för Heuristique (Ref.) | Statistik för Heuristique (Ref.) | Statistik för Heuristique (Ref.) | Statistik för Heuristique (Ref.) | Statistik för Heuristique (Ref.) | Statistik för Heuristique (Ref.) |
| -------------------------------- | -------------------------------- | -------------------------------- | -------------------------------- | -------------------------------- | -------------------------------- |
| Starter                          | Placeringar                      | Startprissumma                   | Segerprocent                     | Platsprocent                     | Rekord                           |
| 69                               | 14-4-8                           | 361 200 euro                     | 20 %                             | 38 %                             | 1.12,0ak,                        |

### Större segrar
| År   | Lopp                    | Kusk                  | Vinstbelopp | Grupp   |
| ---- | ----------------------- | --------------------- | ----------- | ------- |
| 2025 | Prix Jacques Andrieu    | Paul-Philippe Ploquin | 54 000 EUR  | Grupp 2 |
| 2025 | Prix Vivier de Montfort | Paul-Philippe Ploquin | 40 500 EUR  | Grupp 3 |